# Охочевка (Октябрський район)
Охочевка (рос. Охочевка) — присілок в Октябрському районі Курської області Російської Федерації.
Населення становить 56 осіб. Входить до складу муніципального утворення Плотавська сільрада.

## Історія
Населений пункт розташований на території українського етнічного та культурного краю Східна Слобожанщина.
Від 2004 року входить до складу муніципального утворення Плотавська сільрада.

## Населення
| 2002 | 2010 |
| ---- | ---- |
| 78   | ↘56  |